# Astiphromma indianense
Astiphromma indianense là một loài tò vò trong họ Ichneumonidae.